# Коул, Ричард
Ричард Коул (англ. Richard Cole; 2 января 1946, Кенсал-Грин, Большой Лондон — 2 декабря 2021, Челси, Большой Лондон) — британский музыкальный менеджер, начавший свою деятельность в музыкальном бизнесе в начале 1960-х годов, а наибольшую известность получивший как гастрольный менеджер британской рок-группы Led Zeppelin в 1968—1980 годах.

## Биография
Коул, поначалу собиравшийся стать барабанщиком (и даже купивший себе ударную установку), перепробовал затем несколько профессий: он работал, в частности, дизайнером одежды и даже утверждал, что именно в его рубашках Джон Леннон и Ринго Старр снялись на обложке альбома Revolver.
После встречи в 1965 году с журналистом Record Mirror Ричардом Грином Коул вошёл в музыкальный бизнес и поступил вскоре гастрольным менеджером в рок-группу Unit 4 + 2, откуда перешёл в The Who и затем в The New Vaudeville Band (1966). В 1967 году Коул направился в США и некоторое время в качестве звукоинженера сотрудничал с Vanilla Fudge. Узнав, что в США собираются The Yardbirds, он вошёл в контакт с менеджером Питером Грантом (знакомым по работе с New Vaudeville Band) и поступил на работу под его начало. После распада The Yardbirds Грант и Коул стали, соответственно, менеджером и гастрольным менеджером Led Zeppelin.
Ричард Коул остался в истории Led Zeppelin одиозной фигурой (поскольку имел прямое отношение ко всем скандалам, связанным с группой), однако в профессиональной деятельности проявил некоторые новаторские качества. В частности, впервые под его началом гастролирующая в США британская рок-группа, отказавшись от использования чужого оборудования, стала привозить его с собой, наряду с английской бригадой рабочих сцены. Эта практика впоследствии получила широкое распространение.
Именно Коул взял на себя обязанности поставлять групи участникам Led Zeppelin; некоторых он знал, ещё работая с The Yardbirds и The Who.
На Коуле лежала также ответственность за получение наличности после концертов. Он-то и стал в мае 1973 года главным подозреваемым в деле о пропаже крупной суммы (203 тысячи долларов) из сейфа в отеле «Дрейк» во время концерта Led Zeppelin в Madison Square Garden. Коул, имевший ключи от сейфа и оказавшийся первым, кто заметил пропажу, был арестован, но прошёл проверку на детекторе лжи, после чего обвинения с него были сняты. Деньги найдены не были, равно как и похититель. Впоследствии группа подала в суд на отель «Дрейк».
В 1977 году, во время гастролей Led Zeppelin в США, Ричард Коул был одним из участников и, как полагают, основным виновником инцидента в ходе гастролей по США 1977 года, когда приглашённый им лично на работу охранник Джон Биндон завязал жестокую драку со служащими промоутера Билла Грэхэма. Грант, Коул, Биндон и Джон Бонэм, также принимавший участие в побоище, получили условные тюремные сроки. Грант позже признавал, что приняв на работу Биндона, допустил самую серьёзную ошибку в своей карьере музыкального менеджера.
Ричард Коул, который нёс всю ответственность за доставку участникам группы наркотиков и алкоголя, в конечном итоге был уволен летом 1980 года после того, как Грант решил положить этим злоупотреблениям конец. Отправившись в Италию для прохождения курса детоксикации, он был там ошибочно арестован по обвинению в террористической деятельности (его приняли за человека, который организовывал взрывы в Болонье) и некоторое время провёл в тюрьме.
После увольнения из Led Zeppelin Коул работал гастрольным менеджером у Эрика Клэптона, Black Sabbath, Литы Форд, Оззи Осборна и Three Dog Night; в более поздние годы сотрудничал на том же поприще с Gipsy Kings, Crazy Town и Fu Manchu, работал менеджером Fem 2 Fem.
После распада Led Zeppelin Коула стали приглашать к участию авторы неофициальных биографий группы, в частности, Стивен Дэвис, написавший, возможно, самую известную из них, «Молот богов» (англ. Hammer of the Gods). Коул, на воспоминаниях которого была выстроена бо́льшая часть книги, утверждал, что получил за свои труды лишь $1250. Дэвис, кроме того, «отплатил» ему выводом о том, что именно он, Коул, и создавал весь тот хаос, что творился вокруг Led Zeppelin.
Роберт Плант в интервью NME 1985 года подверг критике и Дэвиса и Коула, заявивив, что их книга доверия не заслуживает. «Все эти истории просачивались от девушек, которые якобы были со мной в номерах, в то время, как они находились с ним», — говорил бывший вокалист группы. Плант заметил, что именно Коул создал нездоровую атмосферу внутри группы и вокруг неё, за что в конечном итоге и был уволен. «Бо́льшую часть времени он был не в себе», — говорил Плант, объясняя, почему «фактам», на которых Коул настаивает, верить не следует.
Коул, разочарованный результатами сотрудничества с Дэвисом, написал собственную неофициальную историю группы, «Stairway to Heaven: Led Zeppelin Uncensored», пригласив к сотрудничеству Ричарда Трубо (англ. Richard Trubo). Джимми Пейдж признался, что смог заставить себя прочесть лишь две главы, от которых ему стало «просто плохо», настолько абсурдно фальшивым было изложение событий. Похожее мнение высказал Джон Пол Джонс: он говорил, что авторы перемешали в кучу всевозможные сплетни, снабдив их выдуманными финалами, а своей задачей поставили — «изобразить нас жалкими подонками, а не веселыми парнями, какими мы были на самом деле».
Особенно Джонса возмутило то, как Коул изобразил в своей книге Джона Бонэма: бас-гитарист поклялся никогда со своим бывшим гастрольным менеджером больше не разговаривать. В интервью журналу PR-Inside Джонс рассказывал, что когда напрямую спросил Коула, зачем он до такой степени исказил факты, тот объяснил это тем, что ему требовались деньги на наркотики. Несмотря на отвращение к Ричарду Коулу, трое бывших участников Led Zeppelin пригласили его на концерт 2007 года, в VIP-ложу.
Коул скончался на 76-году жизни 2 декабря 2021 года в госпитале Chelsea and Westminster Hospital (Челси, Лондон).

## В популярной культуре
Коул появляется в нескольких сценах фильма-концерта Led Zeppelin’s «Песня остаётся всё такой же» (The Song Remains the Same) 1976 года.